# Poilly
Poilly – miejscowość i gmina we Francji, w regionie Grand Est, w departamencie Marna.
Według danych na rok 1990 gminę zamieszkiwały 93 osoby, a gęstość zaludnienia wynosiła 21 osób/km².